# Onyx (album)
Onyx è il terzo album in studio del gruppo hard rock statunitense Pop Evil. Pubblicato il 14 maggio 2013 dalla eOne Music, l'album è stato trasmesso in streaming il giorno precedente alla pubblicazione.

## Tracce
1. Goodbye My Friend – 3:51 (Leigh Kakaty & Nick Fuelling)
2. Deal with the Devil – 3:21 (Leigh Kakaty & Dave Bassett)
3. Trenches – 3:37 (Leigh Kakaty & Dave Bassett)
4. Torn to Pieces – 3:16 (Leigh Kakaty & Dave Bassett)
5. Divide – 4:17 (Leigh Kakaty, Davey Grahs, Johnny K, Shaun Michael Lichtenstein)
6. Beautiful – 3:23 (Leigh Kakaty, Davey Grahs, Johnny K, Shaun Michael Lichtenstein)
7. Silence & Scars – 3:31 (Leigh Kakaty & Dave Bassett)
8. Sick Sense – 3:23 (Leigh Kakaty, Matthew DiRito, Christine Connolly, Scott Stevens)
9. Fly Away – 3:26 (Leigh Kakaty, Johnny K)
10. Behind Closed Doors – 4:17 (Leigh Kakaty, Nick Fuelling, Dave Bassett)
11. Welcome to Reality – 3:42 (Leigh Kakaty, Davey Grahs, Shaun Michael Lichtenstein, Johnny K)
12. Flawed – 4:24 (Leigh Kakaty, Johnny K)

Tracce bonus della Deluxe edition
1. Last Man Standing – 3:23
2. Monster You Made – 3:41
3. Boss's Daughter (feat. Mick Mars) – 3:25
4. Beautiful (Alternative Bonus Mix) – 3:30
5. Monster You Made (Acoustic Remix) – 3:54
6. Unstoppable – 3:12

## Formazione
- Chachi Riot – batteria
- Matt Dirito – basso
- Nick Fuelling – chitarra
- Dave Grahs – chitarra
- Leigh Kakaty – voce

## Classifiche
| Classifica (2013) | Posizione massima |
| ----------------- | ----------------- |
| Billboard 200     | 39                |
| US Hard Rock      | 3                 |
| US Independent    | 9                 |
| US Rock           | 14                |